# Corynusa latifrons
Corynusa latifrons är en tvåvingeart som först beskrevs av Schmitz 1929.  Corynusa latifrons ingår i släktet Corynusa och familjen puckelflugor. Inga underarter finns listade i Catalogue of Life.